# Bowen Cirque
Bowen Cirque – cyrk lodowcowy na Antarktydzie, na północno-północny wschód od Góry Wegenera.